# 제1기갑여단 (대한민국)
제1기갑여단(第一機甲旅團, 1st Armored Brigade, 상징명칭: 전격부대)은 대한민국 육군 제5군단 예하의 독립 기갑여단이다. 경례구호는 전군 유일하게 "전격(電擊)"을 사용한다. 경기도 포천시와 강원특별자치도 철원군 일대에 주둔하고 있으며, 대한민국 국군 최초의 전차대대를 포함한 대한민국 국군 최초의 기갑여단이다.

## 연혁
국군 최초의 전차대대는 1968년 4월1일에 전차대대를 통합하며 제1기갑여단을 창설하고, 1971년 10월 4일에 제1군단에 배속되었으나 1972년 10월 13일에 제5군단으로 예속전환되었고, 여단 예하의 제1전차대대는 군일명 제24호에 의하여 제2군단 독립 전차대대로서 예속전환되었다. 1994년에는 제25전차대대가 제26기계화보병사단 제76기계화보병여단으로 예속전환되었으나, 2018년 11월 30일 8사단과 26사단의 통합과정에서 76기보여단 해체와 함께 대대도 해체되었다. 이후 여단에는 제105 기계화보병대대와 제628 자주포병대대가 증편되었고, 2018년에 다시 제19 전차대대와 제138 기계화보병대대가 증편되면서 현재의 편제를 구성하게 되었다.
창설 당시는 경기도 가평군에 주둔하였으나, 1972년 10월 1일 경기도 포천시로 1차 부대이동을 실시하였고, 1977년 5월 27일 현재 위치로 2차 부대이동을 실시하여 오늘에 이르고 있다.
제1기갑여단 사령부 부지로 사용하는 곳은, 주한미군 제7사단 제1여단 사령부 캠프 카이저가 사용하던 곳으로, 캠프 카이저가 철수하면서 부지를 제1기갑여단에게 1977년 5월 25일 인수·인계하게 되었다.
제5군단 소속이었던 제8기계화보병사단이 기계화부대로 개편되기 전까지, 군단 유일의 기계화보병대대를 보유한 부대였다. 현재 제8기계화보병사단이 제7기동군단으로 예속전환되었고 제26기계화보병사단과 통합하여 경기도 양주로 이동하였기 때문에 다시 군단 내에서 유일하게 기계화보병대대를 보유한 부대가 되었다.
현재 제1기갑여단은 최전방의 제6보병사단, 제3보병사단, 육군 최강의 화력을 자랑하는 제5포병여단과 함께 중부전선의 심장부 "철의 삼각지대" 철원을 방어하는 제5군단의 주력 부대이며 군단 유일의 기갑여단이다.

## 부대
제1기갑여단은 예하 3개 전차대대와 2개 기계화보병대대, 2개 자주포병대대(영내 3개 대대, 영외 4개 대대), 그리고 공병대, 방공대 등의 8개 직할대(영내)로 편제되어 있다. 그 외 2개 동원사단의 전차대대를 지원받아 영내에 주둔시키고 있다.

### 예하 대대
- 제5전차대대 (사자대대) - 창설 원년 대대, 국군 최초의 전차대대 (1954년 2월 21일 창설)
- 제15전차대대 (투우대대) - 창설 원년 대대
- 제19전차대대 (백호대대) - 2018년 9월 1일부로 제1기갑여단으로 예속전환 (前수방사 직할, 前8사단 16기계화보병여단)
- 제105기계화보병대대 (진격대대) - 5군단 최초의 기계화보병대대
- 제138기계화보병대대 (각흘대대) - 2018년 9월 1일부로 제1기갑여단으로 예속전환 (前8사단 21기계화보병여단)
- 제628포병대대 (천둥대대) - 베트남전쟁에 맹호부대 소속으로 참전 (前수도사단 맹호부대)
- 제888포병대대 (번개대대) - 전군 최초 K9A1 보유부대 (前5포병여단 예하 5포병단)

### 직할대
- 여단 본부대
- 공병대 - 국군 최초의 기갑공병부대 (1968년 4월 11일)
- 방공대
- 정보중대
- 화생방중대
- 기갑수색중대
- 정보통신중대
- 여단본부근무대
- 전투근무지원대대(정비중대, 보수중대, 의무중대) - 육군 최초의 전투근무지원대대 (2018년 11월 29일)

### 기타
- 제75보병사단 (철마부대) 직할 전차대대 - 여단 주둔지 영내
- 제73보병사단 (충일부대) 직할 전차대대 - 제19전차대대 주둔지 영내

### 과거 예하 부대
- 제1전차대대 - 前2군단 직할 전차대대(1972년 예속전환), 現제7보병사단 직할 전차대대 (2019년 예속전환)
- 제25전차대대 - 前제26기계화보병사단 예하 제76기계화보병여단(1994년 예속전환), 제76여단과 함께 해체 (2018년)

## 여단가
1970년대 초반 대한민국 육군의 여단급 기갑부대는 제 1 기갑여단과 제 2 기갑여단 단 둘뿐이었으며, 이들 기갑여단의 초대 여단장도 손장래 장군이 겸임했기 때문에 하나의 통합된 부대라는 인식이 강하였다. 그래서 여단가의 가사를 잘 보면 대한민국 최초의 기갑여단이라는 타이틀답게 기갑여단이라는 호칭만 들어 있다. 그러다가 제 1 기갑여단이 제 1 군단에서 제 5 군단으로 예속 전환되면서 여단가는 대한민국 최초의 기갑여단으로 인정된 제 1 기갑여단이 가져가게 되었고, 제 2 기갑여단은 새로운 여단가를 작곡하였다.
```
선열이 목숨 바쳐 지켜오던 이 강산.

찬란한 아침 햇빛. 우렁찬 전차 소리.

보아라! 우뚝 선 기갑여단 용사!

민족의 자랑. 기갑여단 용사!

한 치의 땅이라도 무어라 뺏길쏘냐!

무찌르는 전열에서 우리는 앞장서리!

무찌르는 전열에서 우리는 앞장서리!

```

1. ↑  예비역 육군 소장이며, 기갑여단장 재임 당시의 계급은 준장이었다.